# 翁重鈞
翁重鈞（1955年5月31日—），中華民國政治人物，中國國民黨籍，出生於嘉義縣義竹鄉，1980年代起陸續以中國國民黨籍擔任嘉義縣議員及八屆的立法委員，2024年1月卸任前在立法院之資歷僅次於九連霸的時任立院民進黨團總召柯建銘，依屆次（第一屆增額）而言為最資深的立法委員。擔任立委期間亦多次代表國民黨競選嘉義縣縣長，自2001年以些微差距敗給民主進步黨的陳明文起，國民黨在嘉義縣失去執政的行政資源後無法與民進黨抗衡，且在當地鄉鎮市長與議員的席次亦逐漸遞減，使其三度參選縣長均以落敗收場。

## 新聞事件

### 抹黑文宣事件
2008年1月31日，將卸任的民進黨籍立委蔡啟芳表示，翁重鈞在選舉期間以不實文宣抹黑他，也以暴力威脅他的宣傳車司機，因此對翁重鈞提起當選無效之訴。

### 落選後消失事件
2009年12月5日，選後落跑疑雲，選舉結果揭曉後，由於翁重鈞在落敗當天並未出現謝票，總部卻只見總幹事陳武雄出面。並且那一晚開始，翁重鈞就沒有公開露面過。之後甚至連立法院的院會也沒有去開。《壹周刊》就報導翁重鈞在這場選舉中不止把財產全投了下去，還向一個跨國大組頭借了5億元，因為無力償還所以落跑了，此事引起翁重鈞的助理出面否認，表示他在美國的愛荷華州擔任訪問學者，對周刊的報導打算提告。事隔4年多，《壹週刊》在編輯部啟事中坦承報導與事實有所出入，特別加以澄清。

### 車禍事故
2021年5月26日，翁駕車行經嘉義縣布袋鎮太平路時，不慎與年約88歲的蔡姓騎士發生事故，蔡男送醫後於同年6月4日上午不治，嘉義警方訊後依過失致死罪嫌將翁函送。

## 選舉紀錄
| 年度 | 選舉屆數                     | 選舉區                                 | 所屬政黨   | 得票數    | 得票率 | 當選標記 | 備註 |
| ---- | ---------------------------- | -------------------------------------- | ---------- | --------- | ------ | -------- | ---- |
| 1982 | 第十屆嘉義縣議員選舉         |                                        | 中國國民黨 |           |        |          |      |
| 1986 | 第十一屆嘉義縣議員選舉       |                                        | 中國國民黨 |           |        |          |      |
| 1989 | 第一屆立法委員第六次增額選舉 | 臺灣省第十選舉區                       | 中國國民黨 | 76,695    | 35.93% |          |      |
| 1992 | 第二屆立法委員選舉           | 嘉義縣立法委員選舉區                   | 中國國民黨 | 57,175    | 20.54% |          |      |
| 1995 | 第三屆立法委員選舉           | 嘉義縣立法委員選舉區                   | 中國國民黨 | 74,142    | 31.73% |          |      |
| 1998 | 第四屆立法委員選舉           | 全國不分區選舉區                       | 中國國民黨 | 4,659,679 | 46.40% |          |      |
| 2001 | 第十四屆嘉義縣縣長選舉       | 嘉義縣                                 | 中國國民黨 | 116,908   | 44.25% |          |      |
| 2004 | 第六屆立法委員選舉           | 嘉義縣立法委員選舉區                   | 中國國民黨 | 66,425    | 26.54% |          |      |
| 2008 | 第七屆立法委員選舉           | 嘉義縣第一選舉區                       | 中國國民黨 | 75,489    | 57.47% |          |      |
| 2009 | 第十六屆嘉義縣縣長選舉       | 嘉義縣                                 | 中國國民黨 | 128,973   | 40.67% |          |      |
| 2012 | 第八屆立法委員選舉           | 嘉義縣第一選舉區                       | 中國國民黨 | 73,481    | 50.31% |          |      |
| 2014 | 第十七屆嘉義縣縣長選舉       | 嘉義縣                                 | 中國國民黨 | 104,448   | 34.09% |          |      |
| 2020 | 第十屆立法委員選舉           | 全國不分區及僑居國外國民立法委員選舉區 | 中國國民黨 | 4,723,504 | 33.35% |          |      |

## 外部連結
- 立法院－立法委員－翁重鈞委員簡介 （页面存档备份，存于）
- 翁重鈞的Facebook專頁 （页面存档备份，存于）
- 翁重鈞粉絲團的Facebook專頁 （页面存档备份，存于）

| 紀錄          | 紀錄                                                           | 紀錄     |
| ------------- | -------------------------------------------------------------- | -------- |
| 前任： 王金平 | 最資深立法委員（改選後） 第一屆第六次增額立法委員 1990年2月1日 | 繼任： - |